# Alcsútdoboz
Alcsútdoboz (vyslovováno [alčútdobos]) je velká vesnice v Maďarsku v župě Fejér, spadající pod okres Bicske. Vznikla v roce 1950 spojením dvou obcí Alcsút a Vértesdoboz. Nachází se asi 7 km jihozápadně od Bicske. V roce 2015 zde žilo 1 452 obyvatel, z nichž jsou 83,2 % Maďaři, 1,1 % Němci, 0,3 % Romové a 0,3 % Srbové.
Sousedními vesnicemi jsou Etyek, Felcsút, Tabajd a Vértesacsa.